# David Jemmali
David Jemmali, né le 13 décembre 1974 à Toulouse, est un footballeur international tunisien actif en club entre 1995 et 2010. Il joue au poste de défenseur.

## Biographie
Il intègre l'AS Cannes en 1994 et dispute son premier match de Ligue 1 contre le Sporting Club de Bastia le 31 mai 1995. Espérant une sélection en équipe de France, il repousse à maintes reprises la sélection tunisienne. Toutefois, il répond finalement à l'appel de Roger Lemerre et honore, à 31 ans, sa première sélection avec les « Aigles de Carthage », le 1er mars 2006, contre la sélection serbo-monténégrine. Il dispute également le premier match de la Tunisie, durant la coupe du monde 2006 — le 14 juin —, contre l'Arabie saoudite, où il occupe le poste d'arrière gauche.
À l'été 2007, alors qu'il est en fin de contrat, le Toulouse FC entraîné par l'ancien coach de Jemmali, Élie Baup, souhaite engager le défenseur international tunisien. Cependant, Jemmali prolonge son contrat d'une saison avec les Girondins de Bordeaux. Arrivé en fin de contrat en juin 2008, David Jemmali n'est pas conservé et quitte son club en fin de saison pour intégrer le club du Grenoble Foot 38.

## Carrière
- 1994-1995 :  AS Cannes (1 match, 0 but)
- 1995-1996 :  AS Cannes (20 matchs, 0 but)
- 1996-1997 :  AS Cannes (35 matchs, 0 but)
- 1997-1998 :  Girondins de Bordeaux (24 matchs, 0 but)
- 1998-1999 :  Girondins de Bordeaux (18 matchs, 1 but)
- 1999-2000 :  Girondins de Bordeaux (14 matchs, 0 but)
- 2000-2001 :  Girondins de Bordeaux (19 matchs, 0 but)
- 2001-2002 :  Girondins de Bordeaux (34 matchs, 0 but)
- 2002-2003 :  Girondins de Bordeaux (33 matchs, 2 buts)
- 2003-2004 :  Girondins de Bordeaux (30 matchs, 1 but)
- 2004-2005 :  Girondins de Bordeaux (26 matchs, 0 but)
- 2005-2006 :  Girondins de Bordeaux (33 matchs, 1 but)
- 2006-2007 :  Girondins de Bordeaux (35 match, 0 but)
- 2007-2008 :  Girondins de Bordeaux (12 matchs, 0 but)
- 2008-2009 :  Grenoble Foot 38 (24 matchs, 0 but)
- 2009-2010 :  Grenoble Foot 38 (9 matchs, 0 but)[3]

## Sélection
David Jemmali compte à son actif dix sélections avec l'équipe de Tunisie entre 2006 et 2007 mais n'a marqué aucun but lors de l'ensemble de ces rencontres :
- 1er mars 2006 :  Tunisie -  Serbie-et-Monténégro 0-1
- 2 juin 2006 :  Tunisie -  Uruguay 0-0
- 14 juin 2006 :  Tunisie -  Arabie saoudite 2-2
- 16 août 2006 :  Tunisie -  Mali 0-1
- 8 octobre 2006 :  Tunisie -  Soudan 1-0
- 7 février 2007 :  Maroc -  Tunisie 1-1
- 24 mars 2007 :  Seychelles -  Tunisie 0-3
- 2 juin 2007 :  Tunisie -  Seychelles 4-0
- 16 juin 2007 :  Tunisie -  Maurice 2-0
- 9 septembre 2007 :  Soudan -  Tunisie 3-2

Il a participé au premier tour de la coupe du monde en 2006.

## Palmarès
- Champion de France en 1999 avec les Girondins de Bordeaux
- Vainqueur de la coupe de la Ligue en 2002 et 2007 avec les Girondins de Bordeaux
- Finaliste de la coupe de la Ligue en 1998 avec les Girondins de Bordeaux
- Vice-champion de France en 2006 et 2008 avec les Girondins de Bordeaux